# Dolina (gmina Puconci)
Dolina – wieś w Słowenii, w gminie Puconci. W 2018 roku liczyła 209 mieszkańców.